# Lophopodella pectinatelliformis
Lophopodella pectinatelliformis is een mosdiertjessoort uit de familie van de Lophopodidae. De wetenschappelijke naam van de soort is voor het eerst geldig gepubliceerd in 1959 door Lacourt.